# Zephyranthes candida
Zephyranthes candida là một loài thực vật có hoa trong họ Amaryllidaceae. Loài này được (Lindl.) Herb. miêu tả khoa học đầu tiên năm 1826.

## Hình ảnh

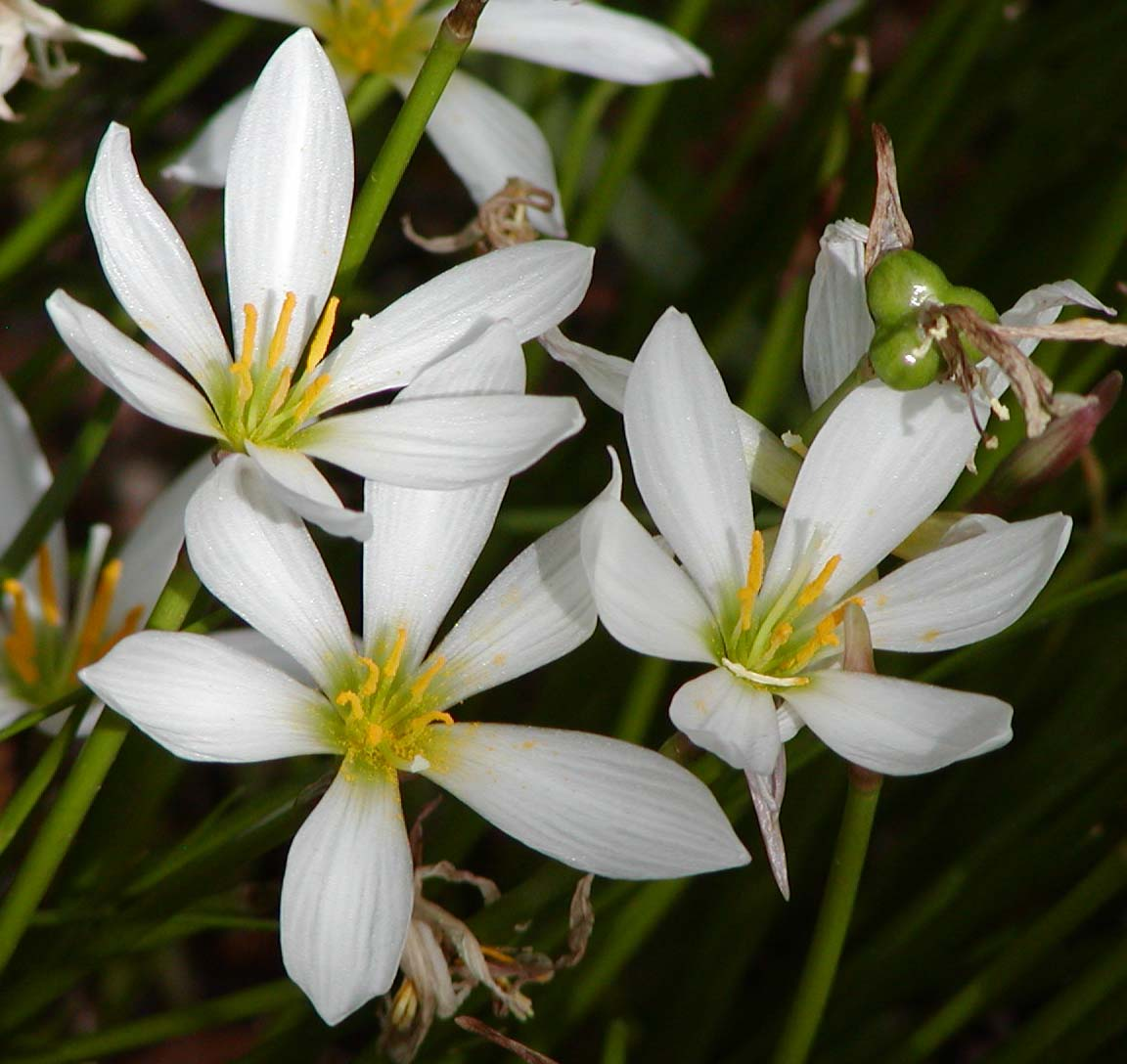
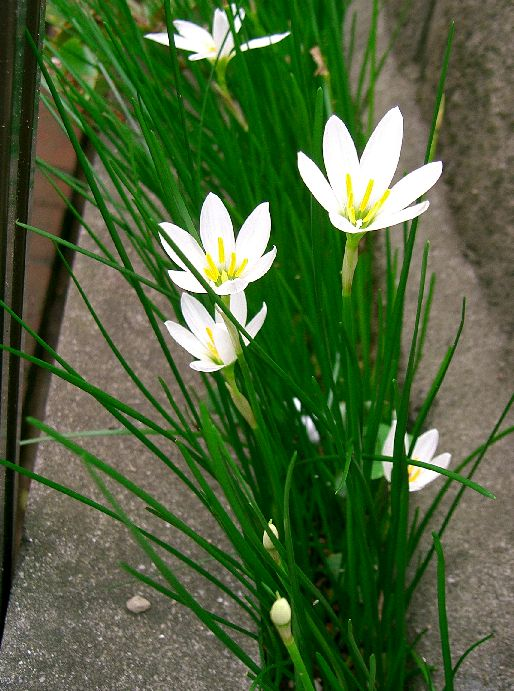
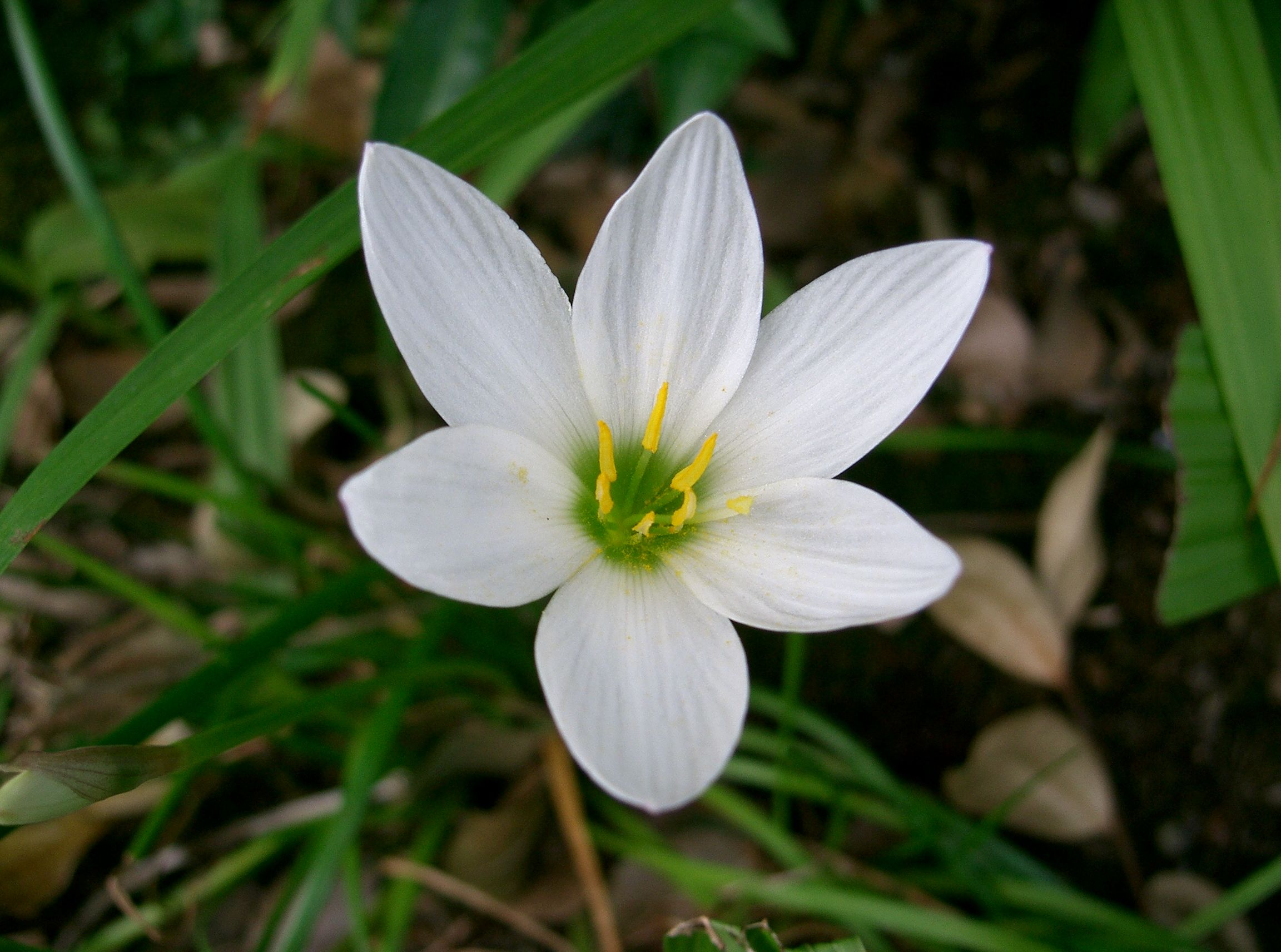
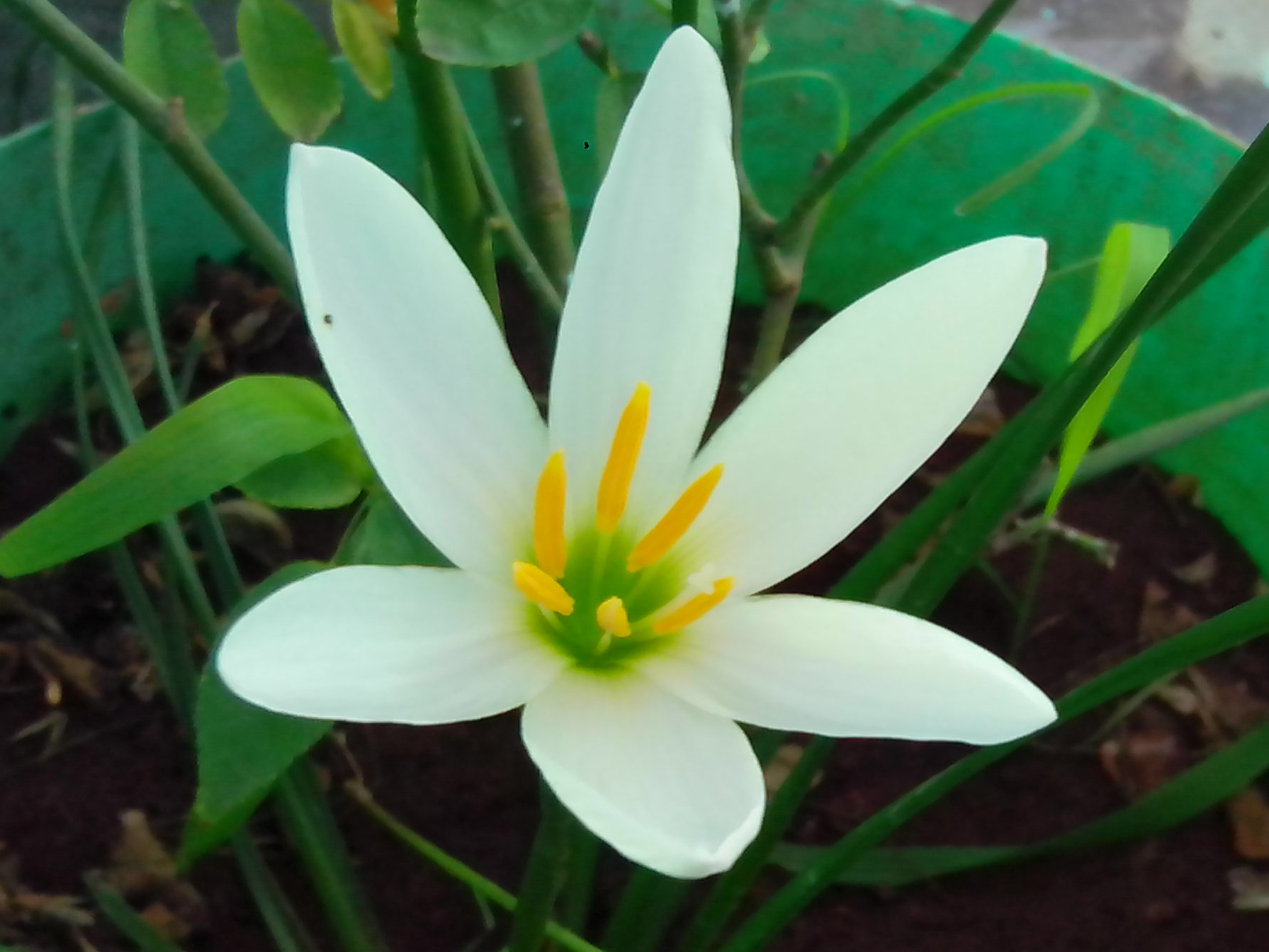